# Wilson ProStaff Original 6.0

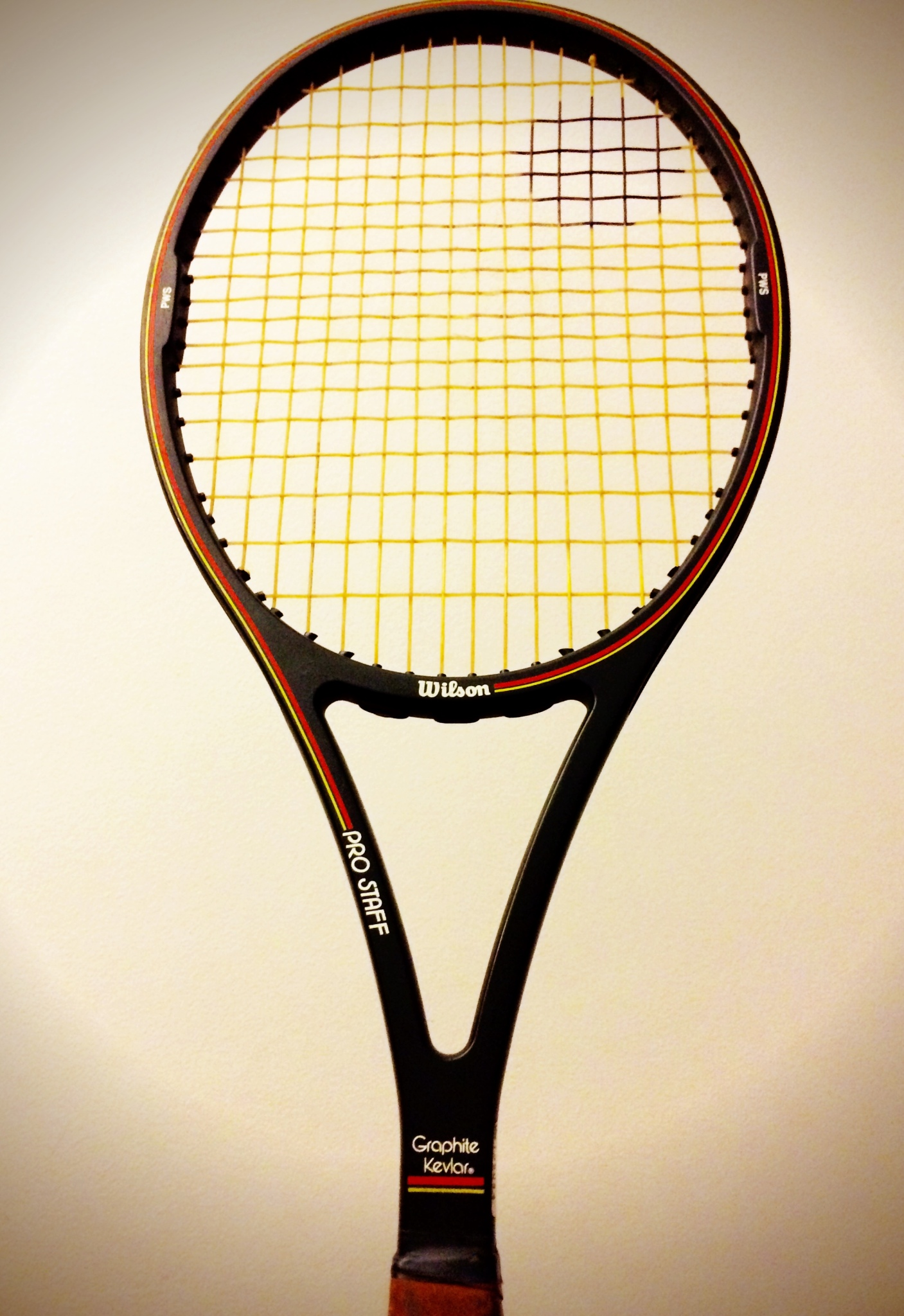
Raquete WIlson ProStaff da Ilha de São Vicente

A raquete Wilson ProStaff Original 6.0 foi introduzida no mercado em 1984 e é uma das raquetes mais famosas já produzidas, já utilizada por tenistas como Pete Sampras, Roger Federer, Stefan Edberg, Jim Courier, Chris Evert, Jimmy Connors, Mary Pierce e Jennifer Capriati.

## História
A raquete com material composto da linha ProStaff foi uma resposta da Wilson Sporting Goods a raquetes concorrentes que utilizavam grafite, como a Prince Classic Graphite, a série Rex da Yonex e a raquete Max 200G da Dunlop Sport. O modelo original da ProStaff tinha a cabeça com 110 polegadas quadradas, com os tamanhos de 85, 95 e 125 desenvolvidos a partir dele. Pete Sampras usou a ProStaff Original 6.0 85 por toda sua carreira profissional e ajudou a elevar a reputação dessa raquete como uma das mais lendárias do tênis. Outros jogadores de primeira linha que usaram essa raquete incluem: Roger Federer, Stefan Edberg, Jim Courier, Chris Evert, Jimmy Connors, Mary Pierce e Jennifer Capriati.
A primeira raquete ProStaff foi o modelo Jack Kramer, feito de madeira. Era mais duro do que o modelo mais popular Jack Kramer Autograph e preferido pelos jogadores profissionais por essa razão. Essa raquete de madeira estabeleceu a marca "ProStaff" como sendo o melhor produto da Wilson. No entanto, quando Wilson se afastou da madeira, do aço e do alumínio, os primeiros modelos de grafite da empresa não receberam esse nome.
Em vez disso, os primeiros modelos de grafite da Wilson foram o Ultra de 1980, o Javelin de 1981, o Sting de 1982 e o Ultra II. O primeiro modelo ProStaff com grafite / kevlar tinha uma "cabeça grande" de 110 polegadas quadradas. Os modelos ProStaff também tinham rigidez média, o que refletia uma filosofia de design que misturou o Ultra II, que era muito rígido e o Sting, que era flexível. 
A Wilson produziu outros modelos menos conhecidos com o molde ProStaff, incluindo o Jack Kramer Pro Staff 85 (80% de grafite e 20% de fibra de vidro), Matrix, Graphite Cruncher, Graphite Aggressor, Ceramic e vários outros. Estas variantes eram menos rígidas do que o modelo de grafite / kevlar. 

## Técnica de construção
A criação da raquete ProStaff Original começou na Wilson em 1982. Seguindo os modelos bem-sucedidos de raquete Ultra e Sting, a ProStaff combinou a forma básica do modelo Sting com a construção trançada de grafite / kevlar do modelo Ultra, além do Perimeter Weighting System (PWS). A raquete ProStaff foi introduzida no mercado em 1984. Era originalmente fabricada na fábrica da Wilson em Chicago. Pouco tempo depois, a fabricação foi transferida para a Ilha de São Vicente (São Vicente e Granadinas). 

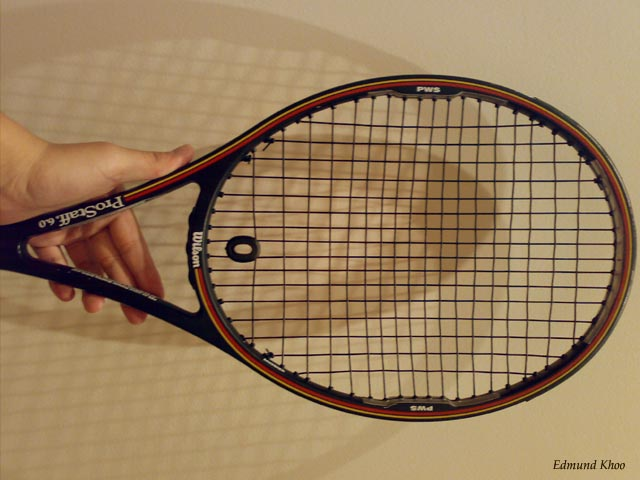
Raquete produzida na China

A construção trançada de grafite / kevlar proporciona fibras contínuas e consistentes em toda a armação. A raquete tinha uma camada interna de 50% Kevlar / grafite e uma camada externa de 100% grafite, o que ajudou a dar uma sensação característica dessas raquetes. O kevlar acrescentava peso e era eficaz no amortecimento do choque e vibração da armação. Depois que a fábrica de São Vicente fechou, a Wilson passou a fazer as raquetes ProStaff em Taiwan e China. 

## Nome da raquete
Inicialmente, a raquete não tinha o nome "ProStaff Original 6.0". Somente em produções posteriores, a Wilson adicionou "6.0" ao trabalho de pintura. Na verdade, não há nada "original" sobre este modelo, pois não é a primeira raquete de grafite da Wilson, e o modelo de 110 polegadas quadradas foi o original na linha, não a variante de 85 polegadas quadradas.
O "Original" no nome ProStaff dessa raquete é provavelmente decorrente dos múltiplos de lançamentos de raquete pela Wilson com o título ProStaff. Portanto, foi necessária uma referência ao modelo mais popular e lendário. A primeira versão da raquete que fez sucesso no circuito de tênis remonta às raquetes ProStaff 85 usadas pelos tenistas Chris Evert e Stefan Edberg. Eles deram o passo inicial para a fama dessa raquete, a ProStaff “original” com material composto.

## As raquetes da ilha de São Vicente
A antiga fábrica da Wilson de São Vicente provavelmente seria uma nota de rodapé na história da produção de raquetes se não fosse por Pete Sampras. Tornou-se de conhecimento comum, que Pete só jogava com raquetes que foram produzidas na ilha de São Vicente. A ilha de São Vicente foi originalmente escolhida como um local de fabricação por um grupo de vice-presidentes de Wilson que estavam em turnê pela região das Caraíbas, procurando um local de fábrica adequado. Ken Sherman, ex-engenheiro de Wilson explicou: "a região do Caribe foi atraente como um local de fabricação devido ao seu status de isenção de impostos. Não eram pagos impostos sobre os materiais que entravam na ilha nem impostos sobre os produtos acabados que saíam. (...) Quando começamos, havia 50-60 trabalhadores terminando e montando raquetes. Quando a fábrica fechou em meados de 1991, havia mais de 450 trabalhadores de fabricação, acabamento e montagem de raquetes Wilson." Existem várias explicações porque as raquetes da Ilha de São Vicente foram tão especiais. Alguns argumentam que a mão de obra foi bem treinada e havia um alto controle de qualidade. Rich Janes, um ex-engenheiro da Wilson relatou que os moldes da fábrica faziam raquetes com espessura do aro de 18 mm, em vez de 17 mm. Ninguém da Wilson pode confirmar isso, mas acrescenta à mística da fábrica de São Vicente.

## Pete Sampras

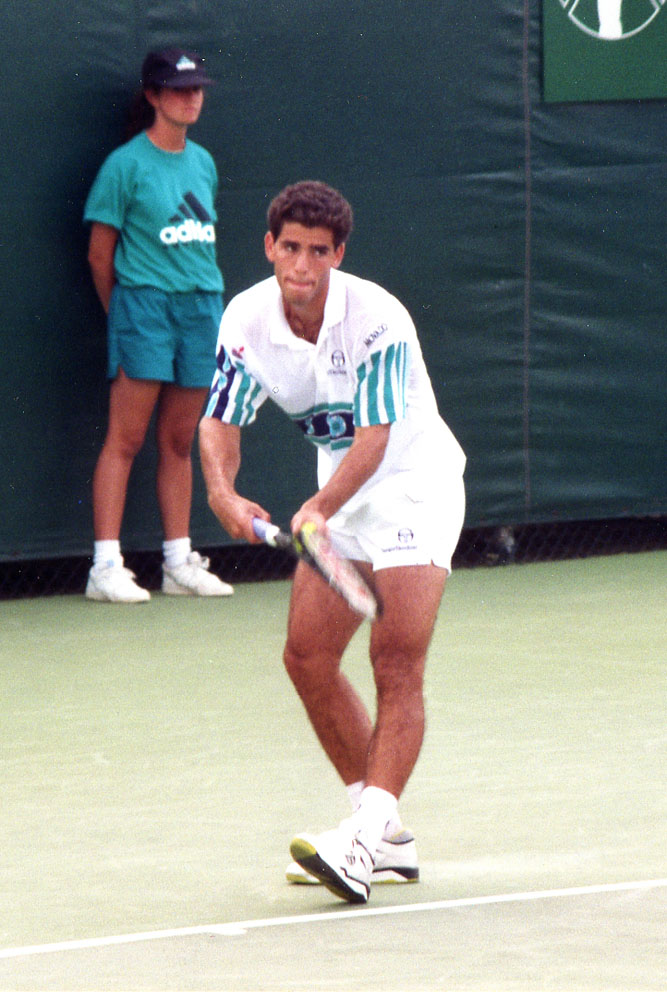
Pete Sampras

Enquanto muitos tenistas profissionais no topo do ranking recebem raquetes personalizadas, Pete Sampras usou raquetes produzidas na fábrica de São Vicente ao longo de sua carreira. Sampras escolhia as raquetes fabricadas nessa ilha por causa de sua rigidez ligeiramente maior. Sampras ainda adicionava fitas de chumbo, o que fazia a raquete pesar pouco menos de 400 g. Sua escolha por raquetes apenas dessa fábrica ilustra seu perfeccionismo por raquetes tão previsíveis quanto possível. Após sua aposentadoria, Sampras passou a jogar com raquetes diferentes, inclusive com a marca de raquete Babolat. Sampras declarou que era um “pouco neurótico” com seu equipamento e que deveria ter tentado tecnologias diferentes ao longo de sua carreira, o que poderia tê-lo ajudado a conquistar o Torneio de Roland-Garros.

## Legado
Além de sido usada por muitos jogadores profissionais e amadores durante seu apogeu, a raquete Wilson ProStaff Original 6.0 continua a ser cultuada. A Wilson ainda fez outros modelos diferentes dessa linha de raquete com boa recepção no circuito de tênis. Porém, os produtos da fábrica de São Vicente, utilizados exclusivamente por Sampras, tornaram-se a escolha preferencial de colecionadores. Desde o fechamento da fábrica de São Vicente, a demanda pelos modelos fabricados nessa ilha continuam a aumentar o seu valor.